# المركز (اجديرية)
المركز هي إحدى مشيخات المملكة المغربية، تتبع جغرافيا لإقليم السمارة وإداريًا لاجديرية. يقدر عدد سكانها بـ 29421 نسمة حسب الإحصاء الرسمي للسكان والسكنى لسنة 2004.